# Port lotniczy Totegegie
Port lotniczy Totegegie – port lotniczy położony na atolu Totegegie (Wyspy Gambiera, Polinezja Francuska).

## Linie lotnicze i połączenia
| Linia Lotnicza | Kierunek          |
| -------------- | ----------------- |
| Air Tahiti     | 1. Hao 2. Papeete |